# Tow-in surfing
Tow-in surfing é uma técnica pioneira por Laird Hamilton, Buzzy Kerbox, Dave Kalama, entre outros, em meados dos anos 1990 onde um surfista é rebocado por um Jet-Ski (mais comum) ou por um Helicóptero até a onda. Este método tem uma vantagem demonstrada nas situações em que a onda é muito grande e se move muito rapidamente para o surfista apanhá-la apenas na remada.
A utilização de um helicóptero para o Tow-In Surfing começou a aparecer em meados da década de 2000, e tem várias vantagens sobre o uso de Jet-Skis. O piloto, posicionado acima do surfista, é capaz de detectar grandes ondas de mais longe e levar o surfista, através de uma corda, até a onda desejada.  Além disso, um helicóptero pode ir mais rápido e não é afetado pela superfície do oceano.

## Problema
Críticos do Tow-In Surfing criticam o ruído e a poluição feita pelos motores das máquinas utilizadas para o Tow-In, bem como a probabilidade de que novos participantes possam se aventurar sem o treinamento e a preparação adequada para a sobrevivência nesse esporte. Por outro lado, uma equipe qualificada de motorista e surfista, que muitas vezes trocam papéis na água durante uma sessão, elaboram um relatório e uma compreensão do oceano e suas condições que lhes permite prever se as ondas estão adequadas a prática do Tow-In.
Ambientalistas e surfistas puritanos tem passado uma proposta para encerrar a prática do Tow-In em Mavericks na Califórnia do Norte, acusando que a prática do esporte causa prejuízos a fauna local e incômodos aos residentes do litoral californiano devido ao barulho excessivo dos Jet-Skis.

## Locais Famosos de Tow-In
- Praia do Norte (Canhão da Nazaré) – Portugal
- Todos Santos – México
- Mavericks – Califórnia
- Dungeons, Cape Town – África do Sul
- Jaws, Maui, Havaí – EUA
- Aill Na Searrach, Cliffs of Moher – Irlanda
- Ilha dos Lobos – Brasil
- Cortes Bank – EUA
- Teahupo'o – Taiti, Polinésia Francesa
- Bundoran – Irlanda
- Maresias, São Sebastião – Brasil

## Famosos Big-Riders
- Ken Bradshaw
- Laird Hamilton
- Mike Parsons
- Ross Clarke-Jones
- Keala Kennelly
- Garrett McNamara
- Eraldo Gueiros
- Carlos Burle
- Rodrigo Resende
- João KPL
- Alemão de Maresias
- Everaldo "Pato"
- Hugo Vau [1]
- Andrew Cotton
- Pedro Scobby

## CURIOSIDADES
- O primeiro campeonato de tow-in no mundo, o "Tow-In World Cup" (2002), foi vencido pela dupla formada por um havaiano e um brasileiro, Garret McNamara e Rodrigo Resende, respectivamente. Em terceiro lugar ficou a dupla brasileira formada por Carlos Burle e Eraldo Gueiros.
- Com o tow-in, Garrett McNamara surfou a maior onda já registrada até então, com 68 pés (cerca de 22 metros), na praia do Norte, Nazaré, Portugal.